# Центральнотибетские языки
Центральнотибетские языки — тональная подгруппа тибетской языковой группы сино-тибетской семьи, отдельно от кхамского.

## Классификация
Состав центральнотибетских языков согласно Bradley (1997), с информациях о диалектах приведена согласно информации проекта тибетских диалектов Бернского университета:
- Западные новотибетские: диалекты севернее Ладакха и Занскара, северо-западной пограничной территории Индии (округ Лахул и Спити, долина Спити, штат Уттаракханд), уезда Дзамда.
- Дбус или у: диалекты округа Нгари, У-Цанг (включая Лхаса и Шаньнань), и северонепальских приграничных территорий, Шигадзе
- Северотибетские: диалекты уезда Гердзе (округ Нгари), округа Нагчу и уезда Нангчен (южный Цинхай)
- Южнотибетские: диалекты долины Чумби (южный У-Цанг), Сиккима и Бутана, такие как Дзонг-кэ, шерпский, сиккимский, кагате

Южноцентральнотибетский иногда отделяют от южной ветви тибетского языка, или даже от южнободских языков вообще. Многие из южных диалектов центральнотибетских языков находятся вне политических границ КНР, из-за этого они обычно считаются отдельными языками даже будучи близки диалектам, на которых говорят в КНР; другие разновидности центральнотибетского не взаимопонятны: дзонг-кэ, шерпский, сиккимский.